# 三重県道42号津芸濃大山田線
三重県道42号津芸濃大山田線（みえけんどう42ごう つげいのうおおやまだせん）は、三重県津市から伊賀市に至る主要地方道（三重県道）である。

## 概要
津市の中心街から安東町の安濃川まで北西方向に直進し、伊賀越峠まではほぼ安濃川沿いを、伊賀市内に入ってから終点までは服部川（木津川）沿いを進む。錫杖湖（しゃくじょうこ）周辺までは2車線区間であるが、錫杖湖から終点までは1車線である。

### 路線データ
- 起点：津市中央3番1[3]（三重会館前交差点）
- 終点：伊賀市上阿波字箕谷961番地先[3]
- 総延長：29.231 km
- 重複区間：三重県道669号大山田芸濃線…津市芸濃町雲林院 - 終点（重複区間）

## 歴史
前身である三重県道大山田芸濃線は戦前から三重県道に指定されており、「三重県道阿波椋本線」と称した。
- 1977年（昭和52年）3月18日 - 三重県道409号雲林院津線全区間と三重県道669号大山田芸濃線の一部をもって、三重県道42号津芸濃大山田線が路線認定を受ける[1]。これにより、三重県道409号雲林院津線が廃止される[5]。
- 1993年（平成5年）5月11日 - 建設省から、県道津芸濃大山田線が津芸濃大山田線として主要地方道に指定される[6]。

## 路線状況

### 道路施設

#### トンネル
- 宝並トンネル (242m)
- 大谷トンネル (135m)

### 利用状況
交通量
| 地点           | 平日12時間 | 平日12時間 | 平日24時間 | 平日24時間 |
| 地点           | 2005年度   | 2010年度   | 2005年度   | 2010年度   |
| 津市納所町     | 23,135台   | 20,141台   | 29,528台   | 25,333台   |
| 津市芸濃町萩野 | 6,407台    | 6,023台    | 8,329台    | 7,890台    |
| 津市芸濃町河内 | 286台      | 210台      | 375台      | 275台      |

1車線区間は自動車がすれ違うことのできないほど道路幅員は狭く、中日新聞の報道によれば雨天時に地元住民が利用することはない。しかしカーナビゲーションシステムの仕様上、名阪国道および国道25号が通行止めになると県道42号をルート案内するという。2013年（平成25年）9月の台風18号襲来時には、名阪国道の通行止めにより大阪方面に向かう三重県外のナンバープレートを付けた自動車が多数通行した。

## 地理

### 通過する自治体
- 津市
- 伊賀市

### 接続する道路
- 国道23号・フェニックス通り（津市道）（起点）
- 三重県道118号津久居線（津市東古河町）
- 国道23号中勢バイパス（津市納所町）
- 三重県道55号久居河芸線（津市安東町）
- 伊勢自動車道 津IC（津市安東町）
- 三重県道653号草生曽根線（津市安濃町曽根）
- 三重県道649号亀山安濃線（津市安濃町安濃）
- 三重県道410号草生窪田津線（津市安濃町荒木）
- 三重県道28号亀山白山線（津市芸濃町北神山）
- 三重県道669号大山田芸濃線（津市芸濃町雲林院 - 終点（重複区間）
- 国道163号（伊賀街道）（終点）

### 沿線にある施設など
- 大門商店街：津観音界隈の繁華街
- 三重会館
- 津中央郵便局
- 津地方裁判所
- お城公園
  - 津城跡
  - 津市役所
  - 津リージョンプラザ
- NHK津放送局

- 津市立西橋内中学校
- 津市立西郊中学校
- 伊勢自動車道 津IC
- 百五銀行 安濃支店
- JA津安芸 安濃中央支店
- 株式会社ぜにや本社
- 津市立安濃小学校
- 錫杖湖（安濃ダム）

## 参考資料
- 「角川日本地名大辞典」編纂委員会 編『角川日本地名大辞典 24三重県』角川書店、昭和58年6月8日、1643p.
- 『県別マップル24 三重県道路地図』（昭文社、2009年3版1刷発行、ISBN 978-4-398-62474-1 、1 - 3,37,38,42,43ページ）